# B.J. McLeod
B.J. McLeod, född 17 november 1983 i Wauchula i Florida, är en amerikansk racerförare.

## Karriär
McLeod började köra gokart vid 5 års ålder och hade en lyckad karriär på regional, stats och nationell nivå med över 300 vinster och 18 mästartitlar. Vid 13 års ålder inledde han sin stockcar-karriär. 2010 gjorde han sin debut i Nascar Camping World Truck Series och slutade där på en 17:e plats. Han har senare tävlat i Nascar Xfinity Series och Nascar Cup Series, där han debuterade på New Hampshire Motor Speedway 2015. McLeod äger tillsammans med nascarföraren Matt Tifft Live Fast Motorsports. B.J. McLeod är lagets ende förare. McLeod tävlar fortsatt från 2015 i cupserien. 2016 ställde han dock inte upp i något cupserielopp.